# 喜靈洲懲教設施

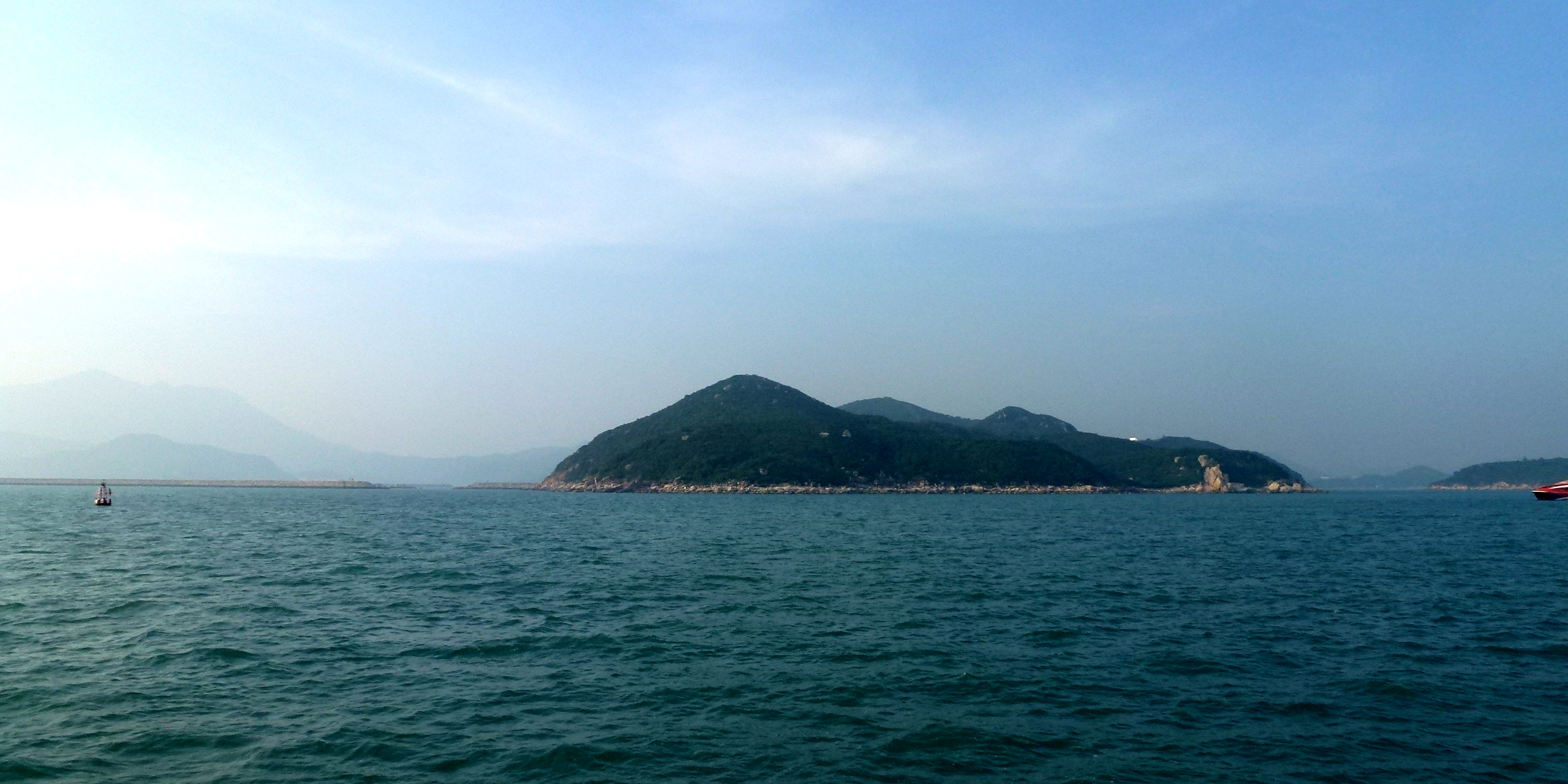
喜靈洲

香港懲教署現時（2025年）在離島區喜靈洲建有四座懲教設施，分別為喜靈洲懲教所、喜靈洲戒毒所、勵新懲教所及勵顧懲教所。自1975年喜靈洲懲教所開設以來，懲教署將該島列為禁區並擴展不同設施，包括戒毒所及難民營等，並因應難民政策的改變而將難民營改設懲教所。現時署方除了負責營運上述設施，亦透過「綠島計劃」向學生、青少年、社工及老師等宣傳禁毒及環境保護訊息。
另外，香港政府曾擬在喜靈洲興建一座超級監獄，但遭到長春社等環保團體反對而擱置。

## 簡介
現時除喜靈洲懲教所及勵顧懲教所外，喜靈洲戒毒所及勵新懲教所都是戒毒所，其主要服務為戒毒醫療、戒毒輔導、心理服務、工作治療及職業訓練、正規教育及體育課程等。而喜靈洲懲教所則為一個中度設防院所，主要收容中度保安風險類別成年男犯。因為島上設有上述設施，該島主要人員通常是在囚人士、羈留者和懲教署職員，或者來探訪的在囚人士親友。目前這四座懲教設施靠島上唯一道路（喜靈洲路）連接，署方也在2019年購置押解船「善衛號」（容納60人），作對外聯絡及運輸犯人之用。因為署方將喜靈洲列為禁區，所以市民若要前往，就需要先經署方批准，到達時也要將隨身電子器材（例如手提電話）交給署方職員暫時保管。　
以下為各懲教設施的資料：
| 名稱         | 啟用年份 | 保安等級 | 收容額 | 收容犯人類別                                     |
| ------------ | -------- | -------- | ------ | ------------------------------------------------ |
| 喜靈洲懲教所 | 1994年   | 中度設防 | 532    | 男性成年中度保安風險類別犯人                     |
| 喜靈洲戒毒所 | 1975年   | 低度設防 | 672    | 在戒毒所條例下接受戒毒及康復治療的男性成年吸毒者 |
| 勵新懲教所   | 1984年   | 低度設防 | 202    | 在戒毒所條例下接受戒毒及康復治療的男性吸毒者     |
| 勵顧懲教所   | 2002年   | 低度設防 | 236    | 根據《入境條例》被羈押的成年女性羈留者           |

## 歷史
懲教署的前身——監獄署，在1975年將位於喜靈洲西北角的痲瘋病院改建，成為喜靈洲戒毒所，是一所強逼性戒毒所。根據香港法例第244C章的《戒毒所（喜靈洲戒毒所）令》，除了原喜靈洲痲瘋病院大樓，全島及其餘除勵顧懲教所、勵新懲教所及喜靈洲懲教所外的建築物，都被政府指定為喜靈洲戒毒所的範圍。1979年又在該戒毒所東面，建立全港第二間勞役中心——勵顧洲勞役中心，名稱取喜靈洲的原稱「尼姑洲」的諧音（1982年被改為勵顧羈留中心）。1984年，由監獄署改組而成的懲教署，在該島中南部加建勵新懲教所，時任保安司謝法新和懲教署長簡能主持3月30日的啟用儀式，後來據香港法例第244E章的《戒毒所（勵新懲教所）令》指定為戒毒所。該懲教所用地原本被署方規劃為有廚房和工場的監倉，但工程期間因應少年犯和吸毒者數量的此消彼長，而臨時改變計劃，同時引入當時先進的太陽能系統，主要為勵新和喜靈洲戒毒所提供熱水。
另一方面，因應大量越南船民在越戰後湧入香港等地，香港政府於1982年在喜靈洲東部加設禁閉式難民營（另在大嶼山芝麻灣半島和柴灣歌連臣角分別建造額外的同類營舍），收容自該年7月1日以後進入香港的船民，並由懲教署管理。該營設有宿舍、飯堂、衛浴設施，以及醫務衛生署診所和由非政府機構開設的學校和工場，入住者既不能外出亦不可離營工作。1988年7月，該營200名船民發起絕食並在營內縱火，又打傷一名懲教署職員，事件中另有10人受傷。同年9月，船民又因港府跟越南當局商討遣返問題，再次絕食要求終止談判。隨著港府先後實施甄別政策和有秩序遣返行動，該營在1989年傳出遣返船民消息，導致其他營舍船民發起遊行抗議。懲教署最終在1994年關閉難民營並改為喜靈洲懲教所。
2000年6月4日，喜靈洲戒毒所爆發嚴重騷亂。當晚逾400名香港本地犯人與同囚的越南籍犯人爭執及打鬥，雖然懲教署方面動員30人持籐牌及警棍鎮壓，卻遭本地犯人遷怒並持自製武器追打。及後更多犯人加入及搗亂，除了在球場追打職員，亦乘亂持石油氣罐佔領監獄辦公室，及到收容越籍人的囚倉縱火，有犯人更企圖越獄。由於局勢在接近午夜時失控，職員被迫暫時撤離戒毒所，警方在懲教署求助下緊急增援，又派遣機動部隊及施放催淚彈平息場面。騷亂最後在翌日凌晨才結束，造成13名越籍犯人及20名本地犯人受傷，另有24名懲教署職員及8名警察受傷，54名犯人事後也被控暴動等不同罪名，戒毒所內越籍人囚倉及多處營房亦遭破壞，署方需花費1,200萬港元修復。懲教署其後成立調查委員會，並在同年11月提出27項建議，包括對部分職員作紀律處分及予以警告，並將涉事犯人隔離囚禁及加強戒毒所保安。
自2001年起，懲教署在喜靈洲推行「綠島計劃」，安排學生、青少年、社工及老師等探訪島上犯人，並參觀由犯人和職員合作建立的環保設施，以進行禁毒和環境保護教育，其後設立綠島計劃資源中心，並於2011年翻新及重新啟用。2002年，保安局擬在北區缸瓦甫或喜靈洲興建一座超級監獄，將原本在港九市區監獄和懲教所的犯人集中收押，並提供7,220個收容額，涉資約160億港元，預計在2013年落成。不過因涉及填海計劃而遭到長春社等環保團體反對，計劃就此擱置。同年，懲教署在原為勵顧羈留中心的用地增設喜靈洲戒毒所附屬中心，收容女性成年吸毒者，該附屬中心在2010年更名為勵顧懲教所，是為香港法例第244G章的《戒毒所（勵顧懲教所）令》指定的戒毒所，到2023年5月18日該懲教所成為新的入境羈留中心。

## 影響
喜靈洲曾建有痲瘋病院及難民營，如今都變成上述懲教設施，喜靈洲便成為懲教署指定的禁區，令島上發展受限，不過島上同時保留原有生態，喜靈洲懲教所亦開闢花園供犯人種植和飼養從香港海關充公而來的走私生物，讓島上增加自然氣息。同時，喜靈洲也因同時擁有幾間戒毒所之故，變成香港一個知名的禁毒教育場地，不少學生透過「綠島計劃」來這裡接收禁毒知識。2014年，港府在行政長官施政報告中提出發展東大嶼都會方案，在喜靈洲避風塘位置填海最多200公頃。若方案落實，島上的懲教設施或需遷移，將為島上原有生態帶來改變。

## 外部連結
- 懲教署：喜靈洲懲教所（页面存档备份，存于）
- 懲教署：喜靈洲戒毒所（页面存档备份，存于）
- 懲教署：勵新懲教所（页面存档备份，存于）
- 懲教署：勵顧懲教所（页面存档备份，存于）